# Vanja Udovičić

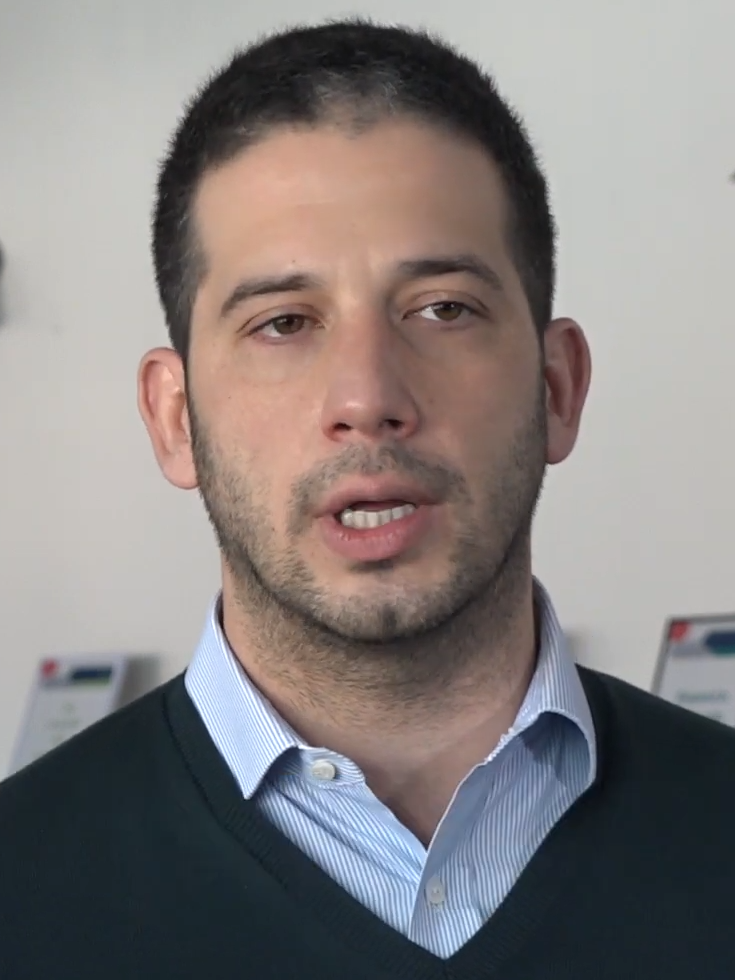
Vanja Udovičić (2022)

Vanja Udovičić, kyrillisch Вања Удовичић, (* 12. September 1982 in Belgrad, Jugoslawien) ist ein ehemaliger serbischer Wasserballspieler. Mit der Mannschaft von Serbien und Montenegro war er Europameister und Weltmeisterschaftsdritter 2003, Olympiazweiter 2004 und Weltmeister 2005. Mit der serbischen Nationalmannschaft war er Olympiadritter 2008 und 2012, Weltmeister 2009 und Weltmeisterschaftszweiter 2011 sowie Europameister 2006 und 2012, Europameisterschaftszweiter 2008 und Europameisterschaftsdritter 2010.
Von 2013 bis 2022 war Vanja Udovičić serbischer Minister für Jugend und Sport.

## Karriere
Vanja Udovičić spielte bis 2003 bei VK Partizan Belgrad und war 2002 mit diesem Verein Meister von Serbien und Montenegro. Von 2003 bis 2005 wurde er zweimal Meister mit der Mannschaft von PVK Jadran im heutigen Montenegro. Von 2005 bis 2010 war er fünf Jahre Profi in Italien. Nach zwei Saisons bei CN Posillipo in Neapel spielte er von 2007 bis 2010 bei Pro Recco und wurde in diesen drei Jahren auch italienischer Meister. Nach zwei Jahren in Kroatien bei Mladost Zagreb beschloss er in der Saison 2012/2013 seine Karriere in Serbien bei VK Radnički Kragujevac.
Der 1,93 Meter große Vanja Udovičić war 2003 bei der Europameisterschaft in Slowenien erstmals bei einem großen Turnier dabei. Nach einem 11:7-Halbfinalsieg über die Russen besiegte die Mannschaft von Serbien und Montenegro im Finale die Kroaten mit 9:8 nach Verlängerung. Udovičić warf im Turnierverlauf drei Tore. Einen Monat später wurde in Barcelona die Weltmeisterschaft 2003 ausgetragen. Nach einer Halbfinalniederlage gegen Italien besiegte die Mannschaft aus Serbien und Montenegro im Spiel um den dritten Platz die Griechen mit 5:3. Bei den Olympischen Spielen 2004 in Athen belegte die Mannschaft aus Serbien und Montenegro in der Vorrunde den zweiten Platz hinter den Ungarn, den direkten Vergleich gewannen die Ungarn mit 6:4. Mit einem 7:5 über Spanien und einem 7:3 gegen Griechenland erreichte die Mannschaft aus Serbien und Montenegro das Finale. Dort verlor sie mit 7:8 gegen die Ungarn. Udovičić warf vier Turniertore, davon eins im Finale. 2005 nahm die Mannschaft aus Serbien und Montenegro letztmals gemeinsam an einem Turnier teil. Bei der Weltmeisterschaft in Montreal besiegte das Team im Halbfinale die Kroaten mit 5:4 und im Finale die Ungarn mit 8:7.
Nach der Unabhängigkeit Montenegros war Serbien 2006 Gastgeber der Europameisterschaft in Belgrad. Die serbische Nationalmannschaft gewann ihre Vorrundengruppe und bezwang im Halbfinale die Rumänen mit 13:6. Im Finale siegten die Serben mit 9:8 gegen Ungarn. Im Jahr darauf bei der Weltmeisterschaft 2007 in Melbourne gewannen die Serben im Viertelfinale gegen die griechische Mannschaft mit 8:3. Nach einer 7:10-Halbfinalniederlage gegen Kroatien trafen die Serben im Spiel um den dritten Platz auf die Spanier und verloren nach der dritten Verlängerung. Bei der Europameisterschaft 2008 in Malaga trafen im Finale die Mannschaften aus Montenegro und aus Serbien aufeinander. Montenegro siegte in der Verlängerung mit 6:5 und gewann damit den ersten Titel bei einer internationalen Meisterschaft für das seit 2006 unabhängige Montenegro. Im gleichen Jahr beim olympischen Wasserballturnier in Peking belegte Serbien in seiner Vorrundengruppe den dritten Platz hinter dem US-Team und den Kroaten. Nach einem 9:5-Sieg über Spanien im Viertelfinale unterlagen die Serben im Halbfinale der Mannschaft aus den Vereinigten Staaten mit 5:10. Im Spiel um den dritten Platz siegte Serbien mit 6:4 gegen Montenegro. Vanja Udovičić war in allen Spielen dabei und erzielte insgesamt sieben Treffer.
Von Ende Juni bis Anfang Juli 2009 fanden in Pescara die Mittelmeerspiele 2009 statt. Die serbische Mannschaft siegte vor den Spaniern und Italienern. 14 Tage später begann in Rom die Weltmeisterschaft 2009. In der Vorrunde unterlagen die Serben den Spaniern mit 9:11 und wurden nur Gruppenzweiter. Mit einem 7:5 gegen Italien im Achtelfinale und einem 10:9 nach Verlängerung gegen die Ungarn im Viertelfinale erreichten die Serben das Halbfinale, in dem die Serben die Kroaten mit 12:11 bezwangen. Im Finale trafen wieder Serbien und Spanien aufeinander und Serbien gewann im Fünf-Meter-Schießen. Vanja Udovičić warf 16 Turniertore, davon allein drei im Finale. Zusätzlich war er im Fünf-Meter-Schießen des Endspiels zweimal erfolgreich. 2010 bei der Europameisterschaft in Rijeka verloren die Serben im Halbfinale mit 9:10 gegen die kroatischen Gastgeber. Das Spiel um den dritten Platz gewannen die Serben mit 10:8 gegen Ungarn. Im Jahr darauf bei der Weltmeisterschaft 2011 in Schanghai besiegten die Serben im Halbfinale die Ungarn mit 15:14 nach der zweiten Verlängerung. Auch das Finale wurde erst nach der zweiten Verlängerung entschieden, hier siegten die Italiener mit 8:7. Bei der Europameisterschaft 2012 in Eindhoven gewannen die Serben ihre Vorrundengruppe trotz einer 7:11-Niederlage gegen die Montenegriner. Nach einem 12:8 gegen die Italiener trafen die Serben im Endspiel erneut auf Montenegro und gewannen mit 9:8. Bei den Olympischen Spielen 2012 in London belegten die Serben in der Vorrunde den ersten Platz vor den Montenegrinern, der direkte Vergleich endete 11:11. Nach einem 11:8 im Viertelfinale über Australien unterlagen die Serben im Halbfinale mit 7:9 gegen Italien. Im Spiel um die Bronzemedaille gewann Serbien mit 12:11. Vanja Udovičić erzielte insgesamt 15 Tore, davon eins im Spiel um den dritten Platz.

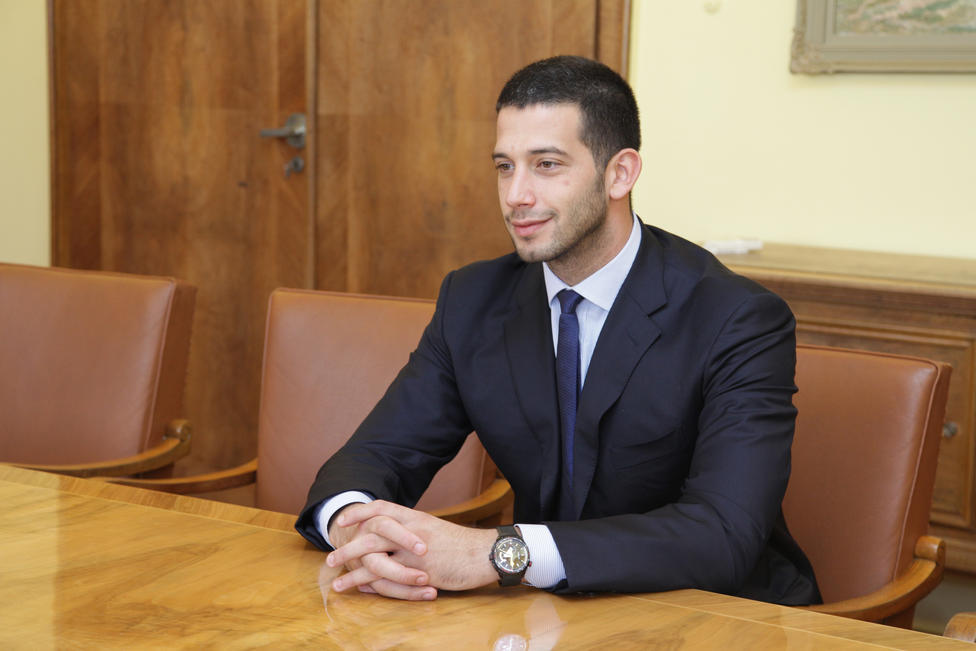
Vanja Udovičić (2013)

2013 wurde Vanja Udovičić von der Serbischen Fortschrittspartei unterstützter serbischer Minister für Jugend und Sport. Er gehörte den Kabinetten Dačić, Vučić I, Vučić II, Brnabić I und Brnabić II an.